# Gerhard Strauss
Fritz Karl Gerhard Strauß (* 27. Oktober 1908 in Mohrungen, Ostpreußen (heute: Morąg, Polen); † 16. November 1984 in Berlin) war ein deutscher Kunsthistoriker und Direktor des Instituts für Kunstgeschichte an der Humboldt-Universität Berlin.

## Herkunft und Ausbildung
Strauß wurde als Sohn des bei der Kreisverwaltung beschäftigten Boten Friedrich Strauß und der Molkereigehilfin Hulda, geborene Harguth, geboren. Sein Vater fiel im Ersten Weltkrieg und seine Mutter verstarb 1923. Dennoch war es möglich, dass Strauß die Oberrealschule in Allenstein, Ostpreußen besuchte. 1928 schloss er die Schule mit dem Abitur ab und nahm noch zum Sommersemester des Jahres das Studium der Kunstgeschichte, Archäologie und Erdkunde an der Universität Königsberg auf. Im Wintersemester 1929/1930 setzte er seine Studien an der Universität Köln und im Sommersemester 1930 an der Universität Wien fort, bevor er nach Königsberg zurückkehrte, wo er sein Studium 1935 mit der Promotionsschrift Plastik bis 1450 in Ostpreußen zum Dr. phil abschloss.

## Berufliche Entwicklung und gesellschaftliches Engagement
Nach seiner Promotion verdingte sich Strauß im Sommer 1935 als Fremdenführer auf der Ostmesse Königsberg, als Versicherungsvertreter und als Ausstellungsaufseher im Museum Königsberg. November 1935 bis Mai 1936 war er als Angestellter der Munitionsanstalt Schugsten und Mai bis August 1936 in der Bauleitung des Luftgau I tätig.
Im August 1936 erhielt Strauß eine Anstellung als wissenschaftliche Hilfskraft beim Provinzialdenkmalsamt in Königsberg, bis er im April 1939 in das Stadtgeschichtliche Museum Königsberg wechselte. Im September 1939 wurde er zur Wehrmacht eingezogen. Er diente als Soldat im Infanteriebataillon 22, Gumbinnen, und später als Unteroffizier in der Luftnachrichtenkompanie Jesaub.Königsberg. Im August 1941 nahm Strauß seine Tätigkeit im Stadtgeschichtlichen Museum wieder auf, parallel war er kriegsdienstverpflichet und wurde von der Luftwaffe als Lehrer beim Werkluftschutz herangezogen.
Von 1928 bis 1931 gehörte er der Sozialistischen Studentengruppe in Königsberg und 1929/1930 der SPD an. 1932 schloss er sich der Roten Studentengruppe und der KPD an. Nach Auflösung dieser Institutionen setzte er die politische Arbeit der kommunistischen Studenten in der Illegalität fort. Zur Tarnung der illegalen politischen Arbeit war Strauß 1934/1935 Mitglied der SA und 1937–1945 Mitglied der NSDAP. 1942 war er Mitbegründer und Mitglied der Widerstandsgruppe Herta.
Im Jahr 1945 befand sich Strauß in sowjetischer Kriegsgefangenschaft, die er auf Bornholm, Stargard und im Lager Rossenthin verbrachte. Im Kriegsgefangenenlager Stargard war er Leiter der Antifa-Arbeit, der Kulturabteilung und der politischen Überwachung. Er arbeitete dort mit Walter Heider zusammen. Im September 1945 wurde Strauß entlassen und kam nach Berlin, wo er als Leiter der Abteilung Bildende Kunst in der Deutschen Zentralverwaltung für Volksbildung und später als Hauptreferent im Ministerium für Volksbildung der DDR tätig war. 1949/1950 war er im Auftrag der SKK in Kaliningrad als wissenschaftlicher Experte an der Suche nach dem Bernsteinzimmer beteiligt. 1950/1951 betätigte Strauß sich als beauftragter Denkmalspfleger des Ministeriums für Aufbau der DDR, wobei er an der Erstellung des wissenschaftlichen Gutachtens in Vorbereitung des Beschlusses des Politbüros der SED über den Abriss des Berliner Schlosses beteiligt war.
1951 wurde Strauß Mitarbeiter der neugegründeten Deutschen Bauakademie (DBA), wo er zuerst als stellvertretender Direktor und von 1953 bis 1958 als Direktor des Instituts für Theorie und Geschichte der Baukunst firmierte. Im Jahr 1958 folgte er dem Ruf auf eine Professur mit vollem Lehrauftrag für Kunstgeschichte an der Humboldt-Universität Berlin. Er war Direktor des Instituts für Kunstgeschichte an der HU Berlin und Korrespondierendes Mitglied der DBA.
Ab November 1962 war Strauß Vorsitzender der deutsch-italienischen Gesellschaft in der DDR, ab Januar 1963 deren Vizepräsident.
Strauß war Begründer und langjähriger Herausgeber des mehrbändigen Lexikon der Kunst. Architektur, bildende Kunst, angewandte Kunst, Industrieformgestaltung, Kunsttheorie, erschienen in mehreren veränderten Neuauflagen im E. A. Seemann-Verlag in Leipzig.

## Schriften (Auswahl)
- Freiplastik bis 1450 im Gebiet des heutigen Ostpreußen westlich der Passarge. Studie zur Geschichte mittelalterlicher Kunst im Ordensland Preußen, Königsberg 1935/7.
- Käthe Kollwitz. Dresden: Sachsenverlag, 1950.[1] (Digitalisat)
- Gezeichnete Gegenwart. Graphik von Max Lingner, Berlin: Akademie der Künste, 1950.
- Vom Auftrag zum Wandbild. Über die Zusammenarbeit zwischen Auftraggeber und Künstler, dargestellt an der Entstehung eines Wandbildes von Max Lingner.  Berlin: Deutsche Akademie der Künste, 1953.
- Aufbau historischer Städte in Deutschland. Berlin: Arbeitsgruppe Siedlungsgeschichte und Urbanistik 1956.